# Campionato sudamericano femminile di pallacanestro 1950
Il 3º Campionato dell'America Meridionale Femminile di Pallacanestro (noto anche come FIBA South American Championship for Women 1950) si è svolto dal 1º al 18 aprile 1950 a Lima, in Perù. Il torneo è stato vinto dalla nazionale cilena.

## Squadre partecipanti
- Argentina
- Bolivia
- Brasile
- Colombia
- Cile
- Perù

## Classifica finale
| Pos | Squadra   | V-P |
| --- | --------- | --- |
|     | Cile      | 5-1 |
|     | Argentina | 4-2 |
|     | Perù      | 3-2 |
| 4   | Brasile   | 2-3 |
| 5   | Bolivia   | 2-3 |
| 6   | Colombia  | 0-5 |